# Paracletus subnudus
Paracletus subnudus är en insektsart som beskrevs av Hille Ris Lambers 1954. Paracletus subnudus ingår i släktet Paracletus och familjen långrörsbladlöss. Inga underarter finns listade i Catalogue of Life.